# Android Gingerbread
Android „Gingerbread“ je sedmá verze systému Android, krycího jména mobilního operačního systému Android vyvinutého společností Google a vydaného v prosinci 2010 pro verze, které již nejsou podporovány. Vydání Gingerbread zavedlo podporu pro komunikaci v blízkém poli (NFC) – používanou v mobilních platebních řešeních – a Session Initiation Protocol (SIP) – používanou v telefonních telefonech VoIP.
Uživatelské rozhraní bylo přepracováno mnoha způsoby, čímž je lepší pro ovládání, rychlejší při užívání a energeticky účinnější. Zjednodušené barevné schéma s černým pozadím dodává notifikační liště, menu a dalším prvkům rozhraní živost a kontrast. Zlepšení menu a nastavení má za následek jednodušší navigaci a systémovou kontrolu.